# Dream of a Rarebit Fiend
Dream of a Rarebit Fiend è un film del 1906 diretto da Wallace McCutcheon e Edwin S. Porter. È un cortometraggio prodotto dalla Edison Manufacturing Company e basato sulla striscia a fumetti Dream of the Rarebit Fiend di Winsor McCay. Il film fu pubblicizzato sottolineandone l'uso di diversi effetti speciali in cui "alcune delle 'acrobazie' fotografiche non sono mai state viste o tentate prima". Uscì nei cinema statunitensi nel febbraio 1906.
Il 22 febbraio 2005 il cortometraggio fu incluso nella raccolta DVD Edison: The Invention of the Movies (uscita solo nell'America del Nord). Nel 2015 è stato selezionato per la conservazione nel National Film Registry della Biblioteca del Congresso in quanto "culturalmente, storicamente o esteticamente significativo".

## Trama
Il "mostro dei rarebit" è un uomo che si rimpinza di rarebit gallesi (pane tostato ricoperto di formaggio fuso) in un ristorante, bevendo a volontà. Ubriaco e assonnato si rimette in strada per tornare a casa e riesce a stento a mattersi a letto. Con l'arrivo del sonno, partono incubi angosciosi e inquietanti, in cui alla fine il malcapitato sogna di volare sul proprio letto sulla città per poi precipitare nella sua camera da letto e svegliarsi di colpo per rendersi conto che era solo un sogno.